# 김상호 (1862년)
김상호의 공덕비는 전라남도 해남군 북평면 남창리 면사무소앞에 세워져있다 공덕비는 일본군이 남창주민들을 몰살 시키려는 것을 미리 알고 대비를 해 몰살을 막은 공으로 세워졌다 대대로 비는 북평초등학교 앞에 세워져있다 김상호의 자녀인 김민덕은 해남군 북평면 남창리에 살고있다